# Coyolles
Coyolles is een gemeente in het Franse departement Aisne (regio Hauts-de-France) en telt 357 inwoners (2005). De plaats maakt deel uit van het arrondissement Soissons.

## Geografie
De oppervlakte van Coyolles bedraagt 24,7 km², de bevolkingsdichtheid is 14,5 inwoners per km².
Het westelijke deel van de gemeente, het Bois de Retz, is enkel via een verbindingsweg en smalle strook grondgebied aan de rest van de gemeente verbonden. In het bos ligt het gehucht Chaves dat een exclave is van de gemeente Vauciennes en het departement van de Oise. Net ten zuiden van de plaats Coyolles ligt nog een kleinere exclave van Vauciennes.

## Verkeer en vervoer
In de gemeente ligt spoorwegstation Vaumoise.
De onderstaande kaart toont de ligging van Coyolles met de belangrijkste infrastructuur en aangrenzende gemeenten.

## Demografie
Onderstaande figuur toont het verloop van het inwonertal (bron: INSEE-tellingen).
Vanwege een beveiligingsprobleem met de MediaWiki Graph-software is het momenteel niet mogelijk deze grafiek weer te geven. Zodra de software is bijgewerkt zal de grafiek vanzelf weer zichtbaar worden.